# Bataille de Wigan Lane

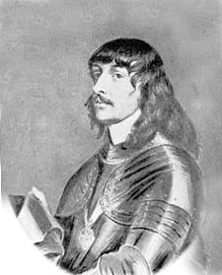
James Stanley, comte de Derby, commandant de l'armée royaliste.

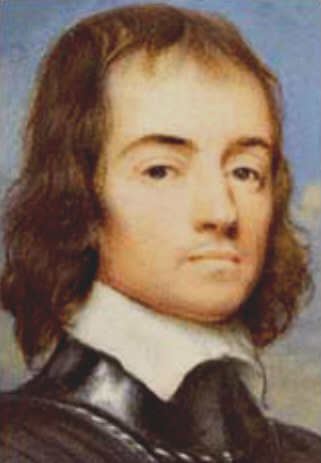
Robert Lilburne, commandant de la New Model Army.

La bataille de Wigan Lane a eu lieu au nord de Wigan, le 25 août 1651, lors de la guerre anglo-écossaise de 1650-1652, entre les royalistes, commandés par James Stanley, 7e comte de Derby, et des éléments de la New Model Army, commandés par le colonel Robert Lilburne (en). Les royalistes furent défaits, perdant près de la moitié de leurs officiers et de leurs hommes.
Le comte de Derby avait recruté 10 hommes de chaque paroisse de l'île de Man, soit 170 hommes en tout. James Stanley était alors seigneur de Man.

### Source
- (en) Cet article est partiellement ou en totalité issu de l’article de Wikipédia en anglais intitulé « Battle of Wigan Lane » (voir la liste des auteurs).